# 図形素結合子
図形素結合子（ずけいそけつごうし、英語: combining grapheme joiner、CGJ）は、Unicodeの結合文字の一種である。図形素結合子の有無によって表示結果が変化することはないが、照合・検索などの処理において、基底文字が後続する文字と一つの図形素(二重音字)を形成しないことを示すために使われる。
符号位置は U+034F ͏ combining grapheme joiner (HTML: &#847;) である。文字名称の上では「結合子」となっているが、文字を結合するのではなく、むしろ結合しないことを表す。

## 例
スロバキア語で‹CH›は‹H›と‹I›の間に来る文字として扱われる。したがって、これを‹C›と‹H›の2文字としてソートしたい場合は‹C›の後ろに‹CGJ›を加える。
ドイツ語では、ウムラウトつき文字の‹Ü›を‹UE›と同じと見なしてソートする場合がある。ところがフランス語のトレマで同様の処理を行うのは適切ではない。このような場合に両者を区別するために、トレマつき文字の方を‹U›‹CGJ›‹¨›（U+0055 U+034F U+0308）のように表現することができる。
図形素結合子は複数の結合文字が正規化されて順序が変化するのを妨げる機能も果たす。たとえば聖書ヘブライ語において、（エルサレム）のようにひとつの字にニクダーのパタフ(U+05B7)とヒリック(U+05B4)の両方がこの順に並んでいる場合、正規化するとヒリックが先に来てしまう。しかしパタフの後ろに図形素結合子を置くことで順序が変化することを回避することができる。